# تپروتید
تپروتید (به انگلیسی: Teprotide) با فرمول شیمیایی C53H76N14O12 یک ترکیب شیمیایی با شناسه پاب‌کم 13436 است. که جرم مولی آن ۱۱۰۱٫۲۵۷ گرم بر مول می‌باشد. 